# San Narciso (Quezon)
San Narciso is een gemeente in de Filipijnse provincie Quezon op het eiland Luzon. Bij de laatste census in 2010 telde de gemeente ruim 45 duizend inwoners.

## Geografie

### Bestuurlijke indeling
San Narciso is onderverdeeld in de volgende 24 barangays:
| - Abuyon - Andres Bonifacio - Bani - Bayanihan - Binay - Buenavista - Busokbusokan - Calwit - Guinhalinan - Lacdayan - Maguiting - Maligaya | - Manlampong - Pagdadamayan - Pagkakaisa - Punta - Rizal - San Isidro - San Juan - San Vicente - Vigo Central - Villa Aurin (Pinagsama) - Villa Reyes - White Cliff |

## Demografie
San Narciso had bij de census van 2010 een inwoneraantal van 45.386 mensen. Dit waren 5.558 mensen (14,0%) meer dan bij de vorige census van 2007. Ten opzichte van de census van 2000 was het aantal inwoners gegroeid met 6.912 mensen (18,0%). De gemiddelde jaarlijkse groei in die periode kwam daarmee uit op 1,67%, hetgeen lager was dan het landelijk jaarlijks gemiddelde over deze periode (1,90%).

De bevolkingsdichtheid van San Narciso was ten tijde van de laatste census, met 45.386 inwoners op 263,58 km², 172,2 mensen per km².